# Symphurus pusillus
 Symphurus pusillus és un peix teleosti de la família dels cinoglòssids i de l'ordre dels pleuronectiformes que viu al nord-oest de l'Atlàntic (des de l'Estat de Nova York fins a Carolina del Nord).